# Kunt Ernő (festő)
Kunt Ernő (Sopron, 1920. január 26. – Miskolc, 1994. augusztus 5.) Munkácsy-díjas magyar festőművész, grafikus. Életművét Miskolcon hozta létre. Fia ifj. Kunt Ernő kulturális antropológus.

## Élete, munkássága

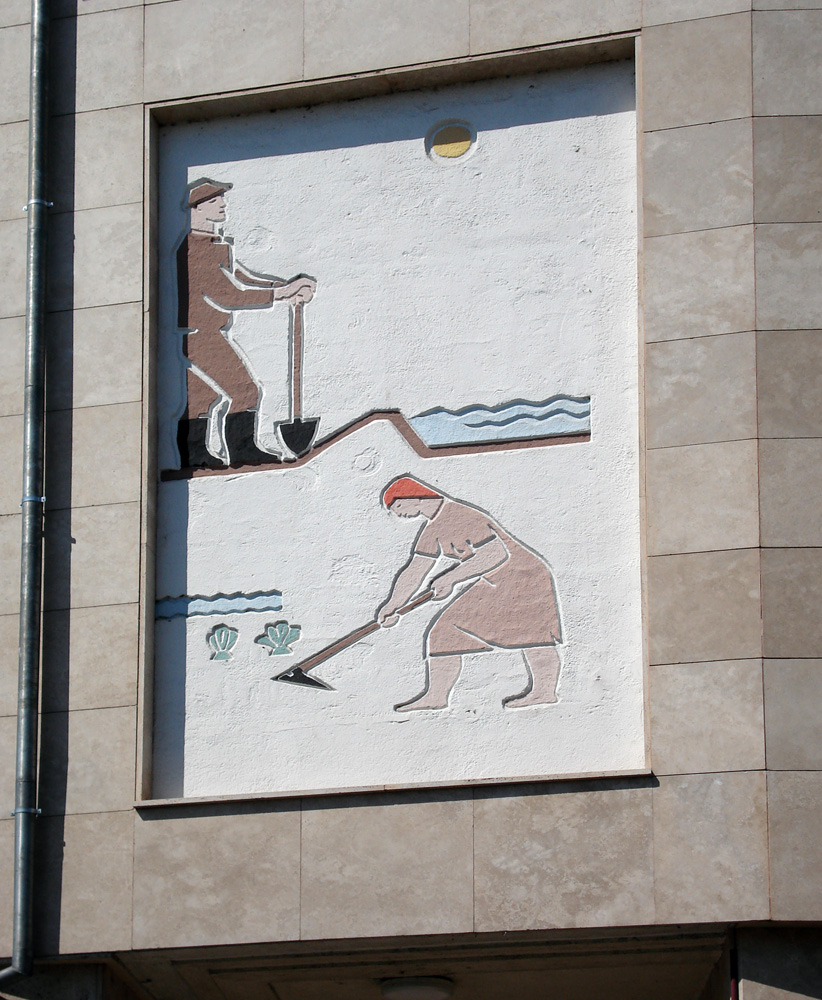
Sgraffito a miskolci ÉKÖVIZIG székház falán

Távolra került szülővárosától. 1943-ban végzett az Országos Magyar Királyi Képzőművészeti Főiskolán, Szőnyi István és Varga Nándor Lajos voltak a mesterei. Végzés után Ózdra költözött, ahol a József Attila Gimnáziumban tanított. 1960-ban Miskolc városa műtermes lakást ajánlott fel számára a kiliáni művésztelepen, a Szinyei Merse Pál utcában. Ettől kezdve, egészen haláláig, ott élt és dolgozott.
Művészként leginkább Emil Nolde művészete fogta meg. Nagyméretű táblaképeket festett – hazai és egzotikus tájakról. Sokat utazott, hogy találkozzon a régmúlt civilizációk emlékeivel (Tunézia, Közép-Ázsia, Mexikó, Peru). Felfedezte a színes fametszet technikáját, amit Magyarországon alig művelt valaki. Ő maga ezt írta művész hitvallásáról: „Életszemléletemet, kialakulásomat az a környezet határozta meg, amelyben születtem és fölnőttem. Sopron belvárosában az összesűrített múlt és az elkoptatott régi kövek tanítottak érezni és gondolkodni. A házak és a régi építőmesterek sugallatát árasztották a lakókra, hozzám is szóltak és el is köteleztek. Törekvéseimről többet mond a saját szavaimnál… az idézet: »Olyannyira szeretném, hogy a művészetem erős, érdes és bensőséges legyen. Fiatal emberként ez volt az én imádságom.« (Emil Nolde).” A művészi gyakorlatban felhasznált anyagoknak különleges jelentőséget tulajdonított: „Tudom, hogy az anyagban varázslatos erők vannak. Őket keresem. Legjobban a fametszet adta lehetőségeket kutattam át (nagy méret, a fa szerkezete szerinti kialakítás, nyomtatási módok, színek átnyomások stb.), de faragtam a fatörzsekből plasztikát is. A monumentális munka is vonzott…”.
A művészi alkotófolyamat bizonyos pontjain megmutatta alkotásait a közönségnek, egyéni vagy csoportos kiállításokon. Igen gazdag életművet hagyott maga után, amelyben a képzőművészet majd’ minden ága megtalálható. Különösen színes fametszeteivel aratott sikereket – itthon is (például az Országos grafikai biennálékon), külföldön is (például São Paulóban, Tokióban vagy Caprin).
Alkotásai számos közgyűjteményben megtalálhatók: Balatoni Múzeum (Keszthely), Damjanich János Múzeum (Szolnok), Herman Ottó Múzeum (Miskolc), Sárospataki Képtár (Sárospatak), Liszt Ferenc Múzeum (Sopron).

## Egyéni kiállításai
- 1958 – Fényes Adolf Terem, Budapest
- 1965 – Fényes Adolf Terem, Budapest
- 1969 – Nehézipari Műszaki Egyetem üvegterme, Miskolc
- 1970 – Kelet-szlovákiai Galéria, Kassa, Csehszlovákia
- 1971 – La Maison des Jeuns et de la Culture Prémol, Grenoble (Franciaország)
- 1971 – Ózd
- 1972 – Miskolci Galéria, Miskolc
- 1973 – Genossenschaft Bildender Künstler „Kunst der Zeit”, Dresden (NDK)
- 1974 – Otto Grotewahl Klub, Hoyerswerda (NDK)
- 1975 – Galerii Sztuki Wspóczesnej BWA, Katowice (Lengyelország)
- 1975 – „Tűző napon”, Miskolci Galéria, Miskolc
- 1976 – Ifjúsági és Úttörő Ház, Várpalota
- 1977 – Műcsarnok, Budapest
- 1978 – Miskolci Galéria, Miskolc
- 1978 – Vasas Galéria, Miskolc
- 1980 – Galerié im Friedländer Tor, Neubrandenburg (NDK)
- 1980 – Vasgyári Kórház, Miskolc
- 1981 – Miskolci Galéria, Miskolc
- 1984 – „Búcsúm Soprontól”, Miskolci Galéria, Miskolc
- 1985 – Országházi Dolgozók Nyugdíjas Klubja, Budapest
- 1986 – Liszt Ferenc Művelődési Központ, Sopron
- 1988 – Balatoni Múzeum, Keszthely
- 1990 – II. Rákóczi Ferenc Könyvtár, Miskolc
- 1993 – Collegium Hungaricum, Bécs (Ausztria)
- 2005 – Kor Galéria, Budapest

←== Csoportos kiállításai ==
- 1955 – „Három borsodi festő”, Herman Ottó Múzeum, Miskolc
- 1961–1993 – Országos grafikai biennálék, Miskolc
- 1959–1968 – Miskolci Országos Képzőművészeti Kiállítások, Herman Ottó Múzeum, Miskolci Galéria, Miskolc
- 1962 – IX. Magyar Képzőművészeti Kiállítás, Műcsarnok, Budapest
- 1962 – Nemzetközi Grafikai Biennále, Lugano (Svájc)
- 1963 – Ljubljana (Jugoszlávia)
- 1963 – Színes Fametszet Biennále, São Paulo (Brazília)
- 1964 – Válogatás a Miskolci Országos grafikai biennále anyagából, Mirabell-Casino, Salzburg (Ausztria)
- 1965 – Észak-magyarországi Területi Képzőművészeti kiállítás, Salgótarján
- 1968 – „Mai magyar grafika”, Magyar Nemzeti Galéria, Budapest
- 1968 – Észak-magyarországi Területi Képzőművészeti kiállítás, Salgótarján
- 1968 – Vadászati Világkiállítás, Budapest
- 1969 – Fametszet Triennále, Capri (Olaszország)
- 1969–1971 – „Rajzok”, Észak-magyarországi Festő- és Grafikusművészek Rajzkiállítása, Miskolci Galéria, Miskolc
- 1970 – Országos Akvarell Biennále, Eger
- 1970–1994 – Téli Tárlat, Miskolci Galéria, Miskolc
- 1970 – Nemzetközi Fametszet Biennále, Besztercebánya (Csehszlovákia)
- 1971 – „Dürer emlékezetére”, Magyar Nemzeti Galéria, Budapest
- 1971 – Pozsony (Csehszlovákia)
- 1972 – Tokió (Japán)
- 1972 – Nemzetközi Fametszet Biennále, Besztercebánya (Csehszlovákia)
- 1972 – Fametszet Triennále, Capri (Olaszország)
- 1976 – Nemzetközi Fametszet Biennále, Besztercebánya (Csehszlovákia)
- 1976 – „Mai magyar grafika és kisplasztika”, Magyar Nemzeti Galéria, Budapest
- 1978 – „Mai magyar grafika”, Magyar Nemzeti Galéria, Budapest
- 1983 – „Mai magyar grafika és rajzművészet”, Magyar Nemzeti Galéria, Budapest
- 1983 – „Miskolci művészek”, Herman Ottó Múzeum, Miskolc
- 1987 – „Miskolci napok Budapesten”, Szovjet Kultúra és Tudomány Háza, Budapest
- 1990 – Országos Akvarell Biennále, Eger
- 1993 – Tavaszi Tárlat, Salgótarján
- 1994 – Országos Akvarell Biennále, Eger
- 1994 – Tavaszi Tárlat, Salgótarján

## Köztéri művei
- 1971 – Építők (zsaluzott beton, Felsőzsolca, Épületelemgyár)
- 196? – Sgraffito, Miskolc, Iskola (ma Vízügyi Igazgatóság)

## Díjai
- 1959 – Munkácsy-díj III.
- 1961 – I. Miskolci Országos grafikai biennále – Borsod-Abaúj-Zemplén megye Tanácsa díja
- 1963 – Munkácsy-díj II.
- 1963 – Színes Fametszet Biennále, São Paulo – Ezüst plakett
- 1966 – IX. Miskolci Országos Képzőművészeti Kiállítás - Ózdvidéki Szénbányászati Tröszt díja
- 1968 – X. Miskolci Országos Képzőművészeti Kiállítás nagydíja
- 1969 – V. Miskolci Országos grafikai biennále - Miskolc Város Tanácsa díja
- 1972 – Miskolci Téli Tárlat – Borsod-Abaúj-Zemplén megye Tanácsa díja
- 1974 – Miskolci Téli Tárlat – Ózdi Kohászati Üzemek díja
- 1986 – Miskolci Téli Tárlat – Borsod-Abaúj-Zemplén megye Tanácsa díja
- 1988 – Miskolci Téli Tárlat – Borsod-Abaúj-Zemplén megye Tanácsa díja
- 1990 – Miskolci Téli Tárlat – Ózdi Kohászati Üzemek díja
- 1991 – XVI. Országos grafikai biennále – Salgótarján város Önkormányzata díja
- 1992 – Miskolci Téli Tárlat – Borsod-Abaúj-Zemplén megye Önkormányzata díja